# 山本幡男
山本 幡男（やまもと はたお、1908年〈明治41年〉9月10日 - 1954年〈昭和29年〉8月25日）は、第二次世界大戦終結後に旧ソビエト連邦によるシベリア抑留を経験した日本人の一人。日本への帰国が絶望的な状況下において、強制収容所（ラーゲリ）内の日本人俘虜たちに日本の文化と帰国への希望を広め、一同の精神的支柱になり続けた。自身は帰国の夢が叶わず収容所内で病死したが、死の間際に家族宛ての遺書を遺しており、同志たちがその文面を暗記することで日本の遺族へ届けたことでも知られる。島根県知夫郡西ノ島の黒木村大字大山島（現：隠岐郡西ノ島町大山地区）出身。

## 経歴

### シベリア抑留までの経緯
六人兄妹の長男として誕生した。父親は地元の小学校の校長であり、母親も教員であった。山本もまた、両親の影響で幼少期から向学心に富み、旧制松江中学校では優秀な成績を収めており、副級長を務めていた。運動こそ苦手なものの、性格は明るく、文才に加えて画才にも恵まれていた。

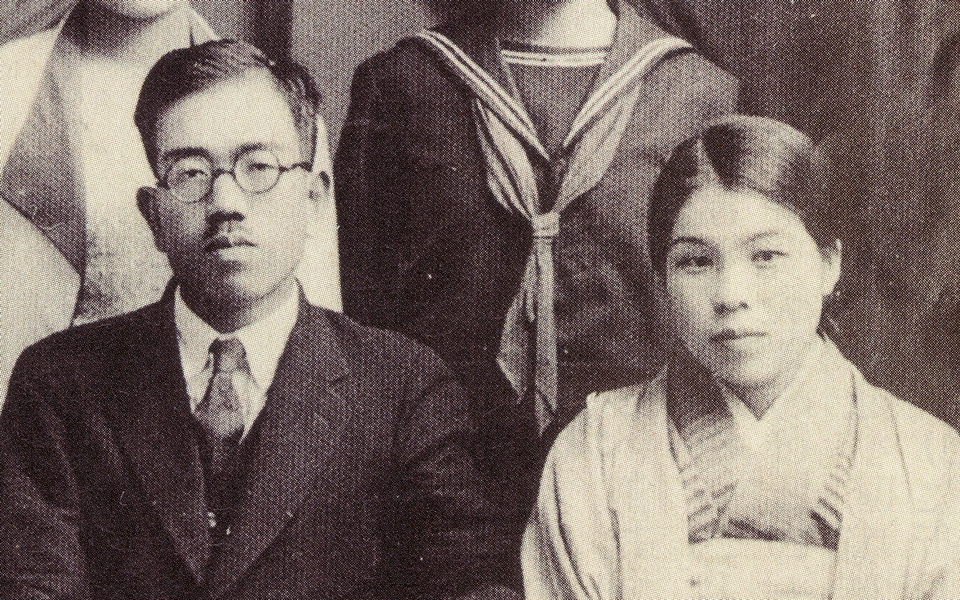
山本幡男と妻のモジミ（1934年頃）

中学卒業後は当初、旧制第三高等学校を経て大学進学を希望したものの、弟妹が多く経済的に困難だったこと、またロシア文学に心を惹かれ、ロシア革命に共感を抱いたことで、旧制東京外国語学校（後の東京外国語大学）へ進学し、ロシア語を学んだ。在学中に社会主義に没頭して左翼運動に参加していたことから、1928年（昭和3年）の三・一五事件の際に逮捕され退学処分となった。そのまま復学もしていないため、卒業はしていない。退学後は福岡県の戸畑で、母と妹たちを養うために、叔父の営む石炭商の店を手伝い、その傍らで仏教の研究にも打ち込んでいた。1933年（昭和8年）に結婚し、4人の子供をもうけた。
1936年（昭和11年）に満洲にわたり、南満洲鉄道内の調査機関である大連（関東州）の満鉄調査部に入社した。入社時の成績は、ロシア人の試験官が舌を巻くほどであった。満鉄での山本は、ソ連の情報収集と分析にあたった。ロシア語の語学をはじめとする実力を発揮し、『北東アジアの諸民族』（中央公論社）などソ連の社会、経済、軍事などに関する書を執筆して高い評価を受けた。また満鉄に勤めていたことで、第二次世界大戦前後の国際情勢に詳しく、当時の平均的な日本人と異なり、日本の軍国主義を厳しく批判していた。

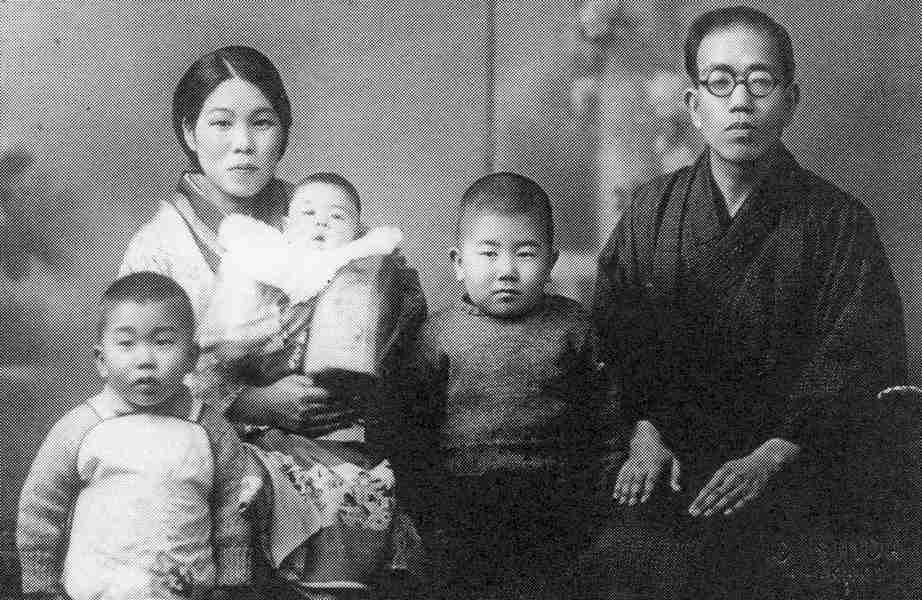
山本幡男とその家族（1941年）

第二次世界大戦末期の1944年（昭和19年）、召集令状により二等兵として入営した。ロシア語に長けることから、1945年（昭和20年）にハルビン特務機関に配属された。
第二次世界大戦での日本の降伏後にソ連に抑留され、スヴェルドロフスク収容所へ入れられた。満鉄調査部での北方調査やハルビン特務機関で山本はソ連の新聞や雑誌の翻訳を行っていたが、これらの活動がソ連に対するスパイ行為と見なされ、戦犯としてソ連の国内法（刑法第58条第6項）により重労働20年の刑を下された。山本は軍人としては一兵卒であったが、この刑期は軍の司令官や大将にも匹敵する。これほどの重い刑となったのは、ソ連のスパイとなることを強要された山本がそれを断ったため、または戦争の影響で正式な裁判が行われなかったため、との説もある。以後、冬には零下数十度となる厳しい気候、粗末な食事をはじめとする劣悪な環境のもと、長年にわたって重労働を強いられることとなった。

### 収容所での文化活動
1946年（昭和21年）末、収容所内の俘虜たち数人に呼びかけ、日本文化についての勉強会（後に学習会、同志会と改名）を始めた。折しも収容所内では帰国を諦める俘虜たちが現れ始めており、帰国への希望を呼び戻すことが目的であった。ここで山本は『万葉集』や仏教を題材とする知識の豊かさで一同を驚かせ、わかりやすい話術で一同を楽しませた。
その後も山本はソ連国内の監獄や収容所をたらい回しにされた末、1949年（昭和24年）にハバロフスク市内の強制労働収容所へ移された。ここで山本はそれまでの経歴から「前職者」（民主主義反対派）と見なされ、強烈な吊るし上げに遭った。翌1950年（昭和25年）に俘虜たちの帰国が始まったが、山本を含め戦犯とされた者たちは帰国を許されなかった。このことは彼らの帰国への希望を失わせるのに十分であり、山本も一度は絶望しかけていた。しかし彼は自らを支えて希望を抱き続けようと誓い、日本や日本語を忘れないよう、以前から好んでいた短歌や俳句を詠うようになった。
やがて山本は、それらの俳句や随筆をまとめた同人の文芸誌『文芸』を製作し、仲間内で密かに回覧を始めた。作業用のセメント袋を切って鉛筆で書いて綴じた粗末なものであったが、日本を詠った俳句、無念のうちに収容所で死んでいった仲間たちへの想い、辛い日常の中で見つけたささやかな感動、過酷な環境下でも保ち続けている山本の人間性と感受性が皆の心を打った。『文芸』は人から人へと回覧され、次第に皆に帰国への希望を呼び起こした。俘虜たちが日本語に飢えていたこともあり、回覧から戻って来る頃には手垢で汚れて紙面がボロボロになっているほどだった。後に、俳句を好む者たちと共に句会の開催を始めた（後述）。
収容所側が俘虜たちの操縦の手段として文化部の設置を決定すると、山本はその部長に任命され、壁新聞作りに精力的に取り組んで国際情勢を皆に伝えた。俘虜たちに与えられた娯楽として月に1、2度開催された映画鑑賞会では同時通訳を務め、巧みな話術で皆からの笑い声を呼んだ。山本に触発された仲間の一人が同人誌を始めると、山本は装幀作業、挿絵や詩、小説の寄稿などで協力した。
1951年（昭和26年）以降に演劇好きの俘虜たちが劇団を旗揚げすると、山本は脚本担当の一人となり、ソ連側を刺激しないような脚色で、それでいて独特のユニークな脚本で観客の喝采を浴びた。上演に際してソ連側が脚本の検閲を行う際には、ロシア語の弁舌を振るって上演の承諾を得た。また同様に収容所の娯楽として好まれた草野球では、学生時代の野球部のスコア係の経験を活かしてアナウンサー役を引き受け、当意即妙なアナウンスで皆を沸かせ、試合の盛り上げに一役買った。

#### アムール句会

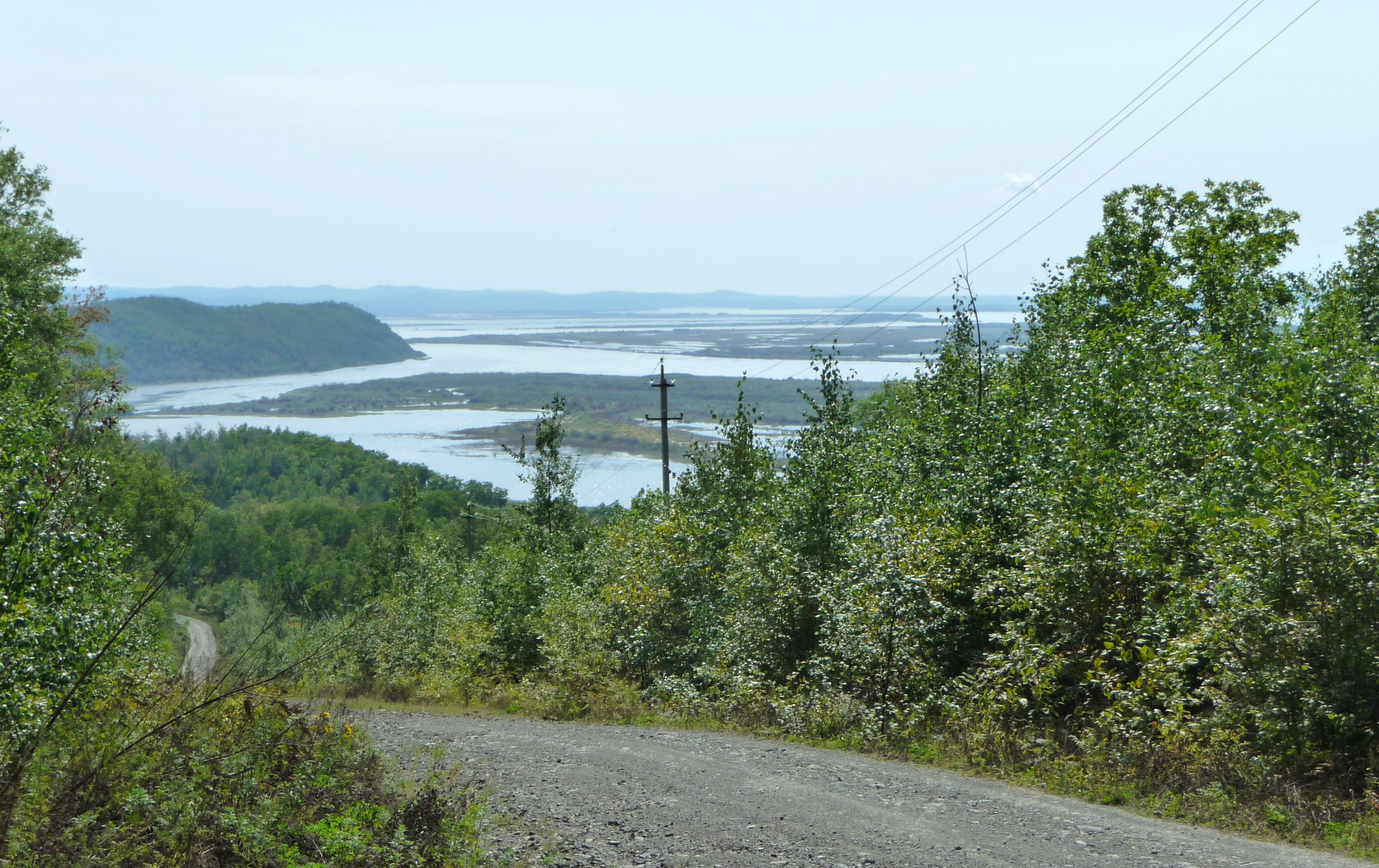
アムール川（ハバロフスク地方）

ハバロフスク強制労働収容所の第21分所へ移された後の1950年、山本は俘虜数人で集まって俳句を作り合うようになった。後にこの集まりは句会として、作業場から見えるアムール川にちなんで「アムール句会」と名付けられた。山本は文化活動の中でも、この句会に最も力を注いだ。
共産主義の勉強会など、日本人が特定の目的以外で集まることは、ソ連により禁じられていたため、句会の集まりは秘密裏に行われた。当初は収容所内の片隅で雑談を装って催し、地面に棒で、または凍土に釘で字を刻むのみであった。やがて人数が増えるにつれて、作業用のセメント袋を切って短冊を作り、ブタの毛、ウマの尾の毛、ロープをほぐしたもので筆を作り、ストーブの灰や煤煙を水に溶かして墨汁の代用とし、といった具合に体裁が整えられた。句会の後は、ソ連兵の監視の目が厳しいために、地面に刻んだ字はすぐに消し、セメント袋の短冊も破いて地面に埋めたり、便所に流したりして処分した。前述のように収容所内での文化活動が始まった1951年頃には、文化活動のためのザラ紙が用いられるようになった。
俳句のみならず、山本は日本の古典、落語、さらにはカントやヘーゲルといったドイツの哲学者について語るなどの博識さで、一同を楽しませた。前述の演劇などもしばしば俳句の題材となった。文化部の設置後は、アムール句会は文化部の一環となり、俳句は食堂の壁に貼り出され、山本が添えた赴きのある寸評もあいまって、俳句とは縁のない俘虜たちにも好評を得た。
収容所内では戦後数年を経ても日本軍の上下関係が幅をきかせていたが、山本はこれを最も嫌い、アムール句会では皆の呼び名を俳号で通した。山本自身も「北溟子」（ほくめいし）の俳号を名乗った。このためにアムール句会は、階級も肩書きも関係ない穏やかな集いとなり、日本軍の元上官から下級兵、民間人にいたるまで様々な人々が集まった。小学校を出たのみで、俳句の17文字を数えることすらできない者に対しても、山本は丁寧に指導を行った。
俘虜たちはアムール句会では重労働の辛さを忘れることができ、普段の収容所の厳しい雰囲気が嘘のような別世界であった。その上、苦境の中でも自然を愛する余裕すら生まれ、労働中も次の句会で発表する俳句を考える楽しみが生まれるなど、一同は次第に句会の楽しさにのめり込んだ。帰国への希望を失いそうになる俘虜を山本は常に励まし、これにより自殺を思い留まる者もいた。
1952年（昭和27年）には俘虜たちの何人かが、収容所からの脱走に失敗した。このことで収容所の監視体制が強化され、様々な文化活動や同好会も禁止された上、アムール句会も解散を命じられたが、それでも一同は収容所内の片隅に集まり、密かに句会を催し続けた。この脱走失敗には、俘虜一同が消沈し、山本もまた一度は失望したものの、句会では滑稽さを交えた俳句を披露して、一同を鼓舞した。句会の開催数は200回以上にのぼり、最終的には収容者最後の帰国の船内まで開催され続けた。

### 病魔 - 最期
1953年（昭和28年）5月、山本は喉の痛みを訴え、収容所内の病院に入院。もともと体が丈夫でなかったことに加え、収容所の悪環境や栄養失調が祟り、病状は悪化の一途を辿った。翌1954年2月に設備の整ったハバロフスク市内の中央病院へ転院するが、喉頭癌性肉腫、それも末期のがんで手遅れと診断され、翌日には収容所へ戻された。
同1954年7月、病状が既に絶望的となった頃に仲間たちに勧められ、日本の母、妻子に宛てて遺書を書き残した。翌月の8月25日、収容所内の病室で、45歳で死去した。死去したのは、仲間たちが作業中の時間帯である午後1時半頃であったため、誰にも看取られることのない孤独な最期であった。

## 没後

### 遺書
山本を慕う仲間たちは、帰国への希望を与えてくれた彼への恩返しとして、彼の遺書を日本の遺族のもとへ届けることを熱望した。しかし収容所では、日本語を書き残すことはスパイ容疑と見なされており、ほぼ不可能であった。帰国時に隠し持っていても所持品検査で発見されれば収容所へ逆戻りとなり、帰国の希望は完全に断たれてしまう。事実、帰国の機会を得たにも関わらず、隠し持っていた日本語の書物を没収されて収容所に逆戻りした者や、新たに10年の刑が加重された者、重労働25年の刑を受けた者もいた。山本自身もそれを理解していたと見えて、全文を暗記して日本の家族のもとに伝えるよう、仲間たち宛てに遺書に書き添えられていた。
告別式の後、アムール句会の出席者を始めとして、山本と親しい者、信頼のおける者、体力のある者、記憶力に長ける者、計6人が分担して、遺書を暗記することになった。一同はそれぞれ、遺書の一部を紙片に書き写して隠し持ち、作業中に監視の目を盗みつつその文面を暗唱して頭に叩きこむ方法をとった。ソ連兵のみならず、日本人の俘虜の中にも密告者がいたため、暗唱には大変な慎重さを要した上に、暗記担当者それぞれは、他の誰がどの遺書を暗記しているかも知らされていなかった。作業後も貴重な睡眠時間を削って暗記に費やし、その記憶を遺書の写しと照合しながら、山本からの依頼通り、一字一句洩らさない完璧な暗記を目指した。帰国は何年先、何十年先になるかもわからない、気の遠くなる作業であった。
1955年（昭和30年）には、俘虜たちが初めて団結して収容所側に対抗する「ハバロフスク事件」が勃発した。俘虜たちはハンガー・ストライキを決行したが、空腹で頭の動きが虚ろになる中でも、山本の遺書の暗記担当者たちは遺書の内容を復唱していた。同年に日本宛てに山本の死を報せる電報が送られ、日本に残された妻である山本モジミのもとに届けられた。
翌1956年（昭和31年）4月頃には、ハバロフスク事件を経て収容所内の環境がかなり改善されたが、同事件の影響で俘虜たちは明らかに衰弱し、記憶力も低下。日本語を言い間違えることも多くなった。極寒の環境下での重労働と栄養失調も記憶力の低下に拍車をかけ、故郷や家族の名を忘れる者も続出。さらに遺書の暗記担当者の何人かは、隠し持っていた遺書の写しが発見されて没収され、暗記内容の照合も不可能となったが、それでもなお彼らは自らの記憶力と戦い続けていた。日本では戦後の復興が進み、すでに「もはや戦後ではない」が流行語となった時代であった。
そして山本の死から2年以上後、終戦から11年目にあたる同年12月に日ソ共同宣言が発効され、シベリア抑留者の最後の帰国が実現した。日本を目指す引き揚げ船の興安丸の船内で、7年以上続いたアムール句会の最後の句会が開かれた。
翌1957年（昭和32年）1月、遺書の暗記担当者の1人が、当時埼玉県在住であった山本モジミのもとを訪ね、暗記をもとに代筆により再現した遺書の一部を届けた。これによりモジミは、遺書にまつわる一連の経緯を知ることになった。これを皮切りに同年のうちに計6人が、ある者は直接モジミのもとを訪ね、ある者は郵送や小包で、復元した遺書を届けた。山本の字体まで似せて遺書を再現した者、山本が用いた漢字まで正確に復元した者もいた。山本が収容所で過ごした日々を克明に記した手紙、山本が収容所で作った俳句や詩も、合せて彼らによりモジミに届けられた。
1961年（昭和36年）、戦後初のシベリア墓参に、モジミは代表者の1人として山本の遺書を携えて参加。初めての夫の墓参りで、仲間たちに託された遺書が無事に自分のもとに届いていることを報告した。そして山本の死から30年以上経った1987年（昭和62年）夏、最後の遺書がモジミのもとに郵送された。奇しくも山本の三十三回忌の盆に当たる日であった。

#### 暗記以外でも届けられた遺書
山本の遺書は暗記で日本へ届けられたというエピソードがしばしば紹介されるが、実際には暗記以外の手段も用いられている。一例として暗記担当者のうちの何人かは帰国時、遺書の写しを衣服に隠して身に付けたり、遺書の写しを丸めたものに糸を巻きつけて糸巻に偽装して所持品検査をやり過ごすなどして、収容所へ逆戻りになることを覚悟で日本へ持ち帰ることに成功している。
また、1955年に社会党訪ソ団7名がハバロフスクの収容所を訪れた際、俘虜の1人が山本の遺書の写しを、訪ソ団員の1人である当時の衆議院議員・戸叶里子に託していた。戸叶は帰国の翌日に、山本モジミの勤務先である聾学校を訪れ、モジミにこれを届けた。暗記担当者の中に戸叶に接した者はおらず、山本は遺書を確実に日本へ届けるために、あらゆる手段をとったと見られている。戸叶により届けられた遺書の内容は、暗記による遺書の内容と、一語一句間違いのないものであった。
この戸叶里子の件は、山本を綴ったことで知られる後述の書籍『収容所から来た遺書』では伏せられているために知名度が低いものの、その原典である『ラーゲリからの遺書配達人』（『文藝春秋』掲載）や、山本の長男である山本顕一（立教大学名誉教授）や次男の山本厚生（建築家）の著書には述べられており、フジテレビのテレビ番組『奇跡体験!アンビリバボー』で山本が取り上げられた際にも触れられている。また当時の『朝日新聞』『毎日新聞』でも報道されており、暗記担当者の1人は帰国直後、先に帰国したシベリア抑留の同志から、すでに遺書が日本へ届いていることを聞かされたという。文藝春秋社の『収容所から来た遺書』の担当者も、この事実を知って驚いたという。
暗記による遺書が届く1957年よりも前の1955年時点で、山本モジミたちは戸叶里子を通じて山本幡男の遺書の内容をすべて読んでいたことになるが、それでも収容所での苦境の中、遺書を暗記することが彼らの生きる支えとなっていたことは確かである。

### 建造物

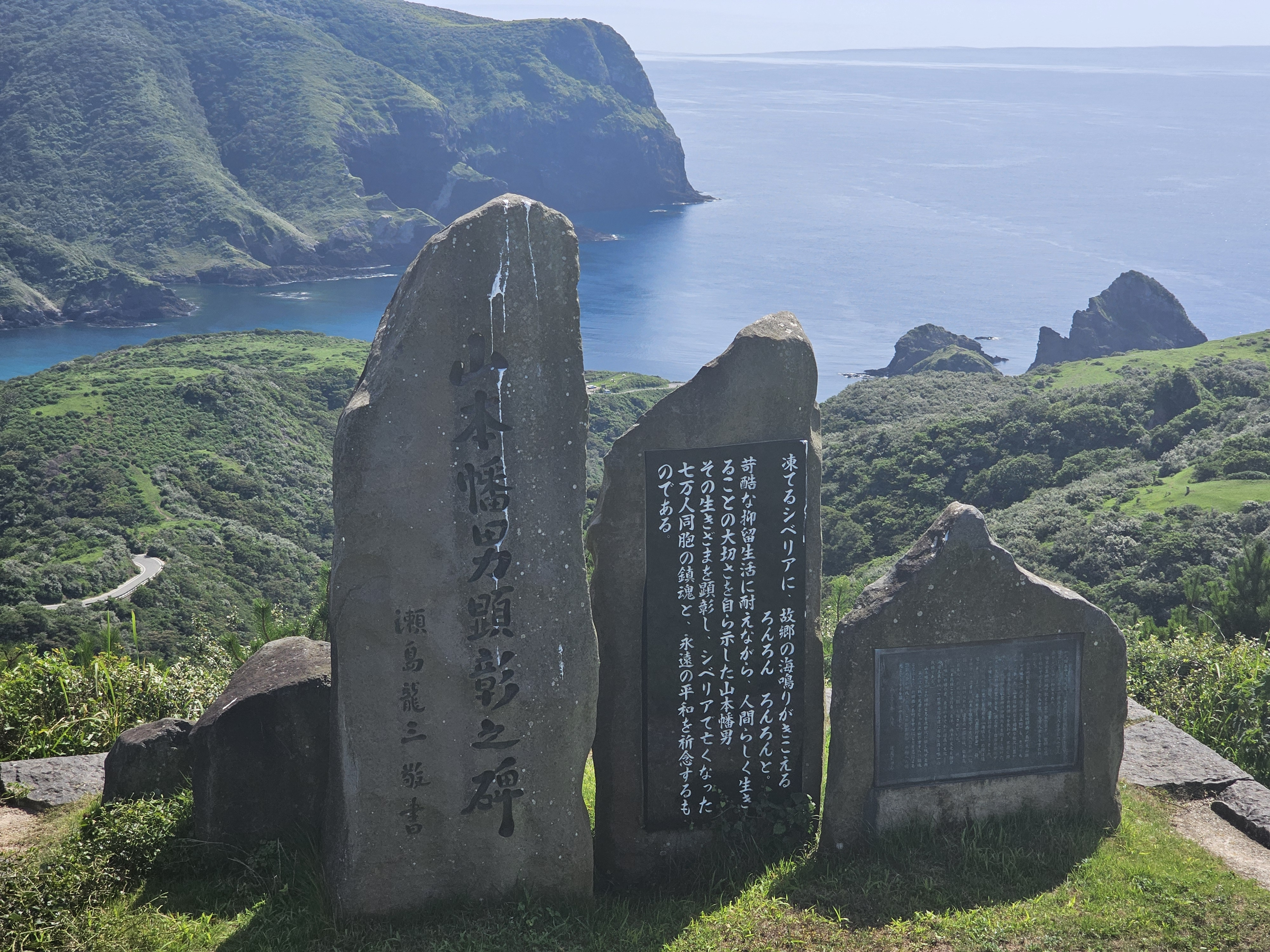
顕彰碑（西ノ島）

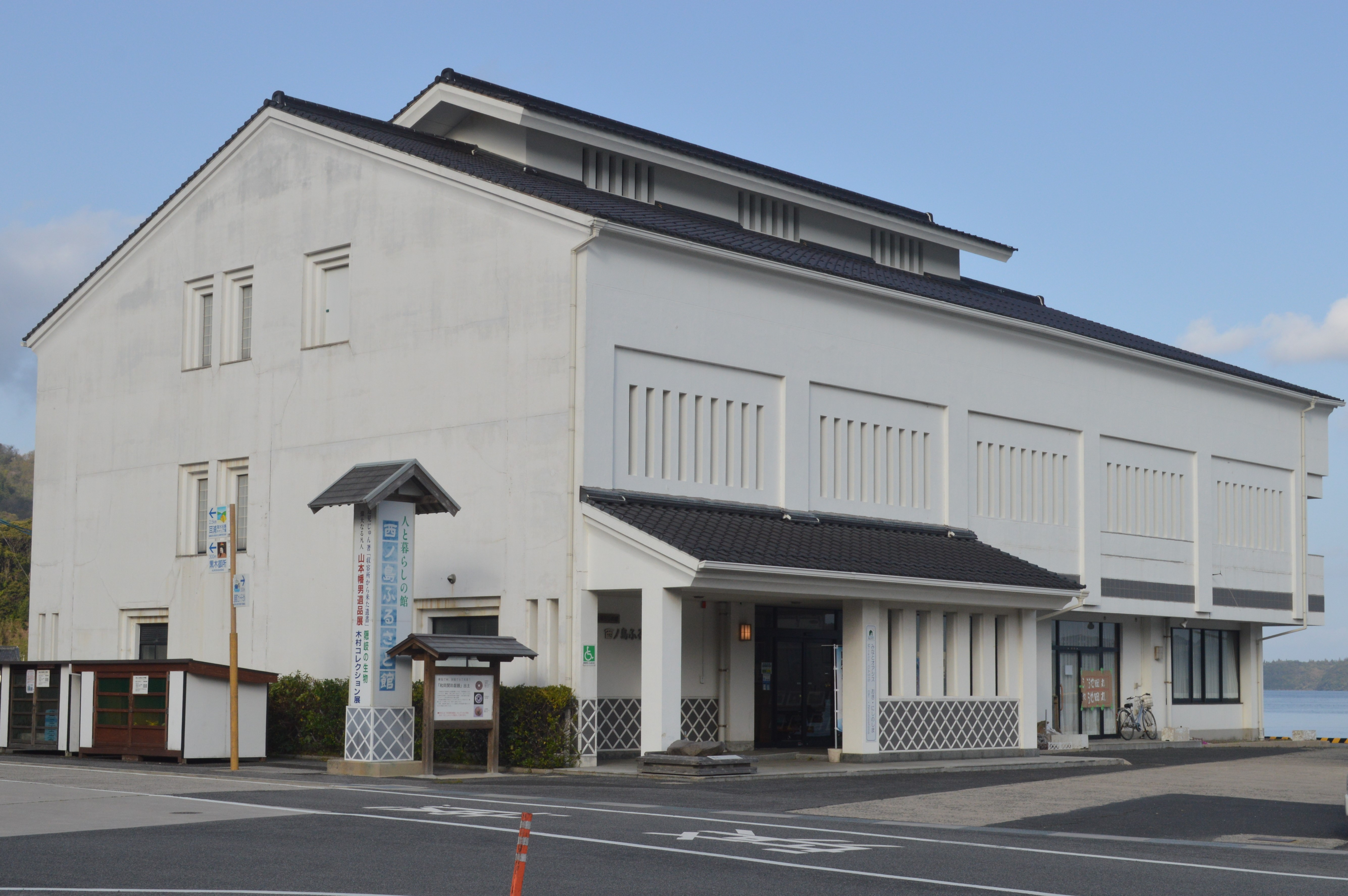
「山本幡男資料室」がある西ノ島ふるさと館

後述する『収容所から来た遺書』で山本の逸話が広く知られるようになった後1998年（平成10年）に、当時の西ノ島町町長である岡田昌平を始めとする有志たちにより、故郷である島根県西ノ島町に「山本幡男を顕彰する会」が結成され、人間愛の物語と平和の大切さの語り継ぎを始めた。2000年（平成12年）には同会により、西ノ島町北西部の景勝地である国賀海岸を眼下に望む摩天崖に「山本幡男顕彰の碑」が建立された。この碑は、山本の妻モジミの出身地である旧五箇村（現・隠岐の島町）の方角に正面を向けて建てられており、山本の詠んだ詩や経歴などが刻まれている。建立にあたっては、顕彰碑建立目標額400万円に対して、その2倍となる800万円が集まって建立された。この碑のある岬には「皇太子殿下・皇太子妃殿下 御野立所」の石碑があり、山本の碑も当初は同じ場所に建立される予定であったが、天皇家の碑のそばにシベリア抑留者の碑を置くことが問題視され、別の場所に建てられたという経緯がある。
また西ノ島町別府の展示館「西ノ島ふるさと館」には「山本幡男資料室」が設けられ、山本に関する資料、山本の遺書、山本家の寄贈による遺品、収容所の山本が家族とやり取りしていた葉書の複製、山本が故郷の隠岐を想って作った詩の全文などが展示されている。
2022年（令和4年）には、後述する映画『ラーゲリより愛を込めて』の同年公開に伴って、西ノ島町大山地区の山本の生家がすでに解体されていることが明らかになったことで、西ノ島町の町民有志により、顕彰碑建立が計画された。同2022年9月30日に、山本の生家跡に完成した顕彰碑が、現地で披露された。町民有志、地元住民、町観光協会職員らが、生家跡の竹や草を刈るなどして整備した跡地に、町内の23人分の浄財を活用して碑が建立され、碑には「山本幡男生誕之地」と刻まれている。

### 再顕彰
2021年（令和3年）頃には、『収容所から来た遺書』の発表から30年余りが経過したことに加えて、郷里の西ノ島でも山本を知る関係者も、高齢化などで年々減少し、山本の功績を伝え残す活動に危機感が募り始めていたが、同書の『ラーゲリより愛を込めて』としての映画化の企画始動を機に、西ノ島町で山本を顕彰する動きが広がった。
2023年（令和5年）1月には、島根県松江市民からの「また遺書を見たい」との声を受けて、島根県松江市学園のレインボープラザで、山本の遺品の出張展示が開幕された。山本の筆跡に似せて記された遺書の複製や、収容所に届いた母の葉書の写しなど15点が並び、東京や九州などから3、40人以上が訪れた。西ノ島ふるさと館で展示されている資料が西ノ島島以外で公開されるのは、これが初めてであった。
西ノ島町観光協会でも、西ノ島ふるさと館の展示コーナーを紹介する冊子やウェブサイトが一新され、大山地区を紹介する「まちあるきマップ」に生家跡が追記された。2025年には、先述の山本の葉書、が片仮名と漢字だけで記されていて読みにくいために、「山本幡男を顕彰する会」により、来館者が閲覧しやすいよう、平仮名や漢字を交えて読みやすい形式で冊子化され、展示された。
『収容所から来た遺書』の著者である辺見じゅんの出身地である富山県でも、辺見が初代館長に就任する予定であった富山市舟橋南町の高志の国文学館で、映画公開に伴って2022年11月に、辺見の同書の直筆原稿などを紹介する展示「辺見じゅん特集」が開催され、辺見が山本に関する聞き取り取材を丁寧に行った過程などが公開された。

## 評価

### 人物評
後述の『収容所から来た遺書』の著者であるノンフィクション作家の辺見じゅんは、歴史年表にその名が乗るような人物よりも、無名の庶民こそが真の勇気の持ち主にして学ぶべき英知の持ち主であり、山本をその典型例としている。
『収容所から来た遺書』が大宅壮一ノンフィクション賞を受賞した際に選考委員を務めたノンフィクション作家の柳田邦男は、過酷なシベリア抑留の中でも気高く精神性豊かに生き抜こうとした人物として山本を評価している。
山本と同じ収容所にいた元俘虜たちのうち、アムール句会に出席して山本と接した者たちは、句会を通じて山本から教わったことや彼の人間性などについて、以下のように語っている。
またアムール句会の別の者は山本との交流の楽しさについて、以下の通り語っている。
同じくアムール句会の別の者は、帰国後に年齢を経てからの再就職、シベリア抑留経験者への心無い差別で多くの苦難を経験したにもかかわらず、山本の存在によってそれらを乗り越えたことを語っている。
山本は博識な上に温厚な性格により、収容所では厚い人望を得、優れた文才もあって、多くの人々に慕われた。その人間性を語るエピソードとして、スヴェルドロフスク収容所で、日本人捕虜が死亡した際、親しい者同士で通夜が行われ、ソ連の将校たちが解散を命じて祭壇を壊そうとしたが、山本は激しい口調で、ロシア語で「解散には応じられない」と、大声で抗議した。スヴェルドロフスクで日本人がソ連人将校に敢然と歯向かったのはこの山本が初めてであり、山本が命懸けで亡くなった仲間の尊厳を守ったことで、通夜が続行されるに至った。また、強制収容所の俘虜が収容所外の病院に入院することは、本来は規則で禁じられていたが、それにもかかわらず山本が入院後にハバロフスク市内の中央病院へ転院できたのは、仲間たちの度重なる請願によるものである。末期がんで手遅れと診断された後も、仲間たちは帰国の日まで山本の命を繋ごうと、非合法で入手した鶏卵や牛乳など栄養のある食料、さらに日本から自分たち宛てに慰問品として届けられた貴重な日本食を山本へ差し入れ、厳しい作業の合間を縫って看病を続けたという。
山本の母校である松江中学での同級生の1人は、後述する『ああ! 山本幡男君』で、山本の仲間たちが遺書の伝達に尽力したことについて、「単なる同情や友情で出来ることでない。幡男君の人柄に対する無限の尊敬がそうさせたのである」と語っている。また山本同様にシベリア抑留の経験を持つ歌人の高橋大造は、帰国後に同胞の死を伝えるために遺族を捜した経験談をよく聞いたものの、「山本の家族に遺書を届けた七人の戦友のように、チームワークよろしく、確実にその約束を果たしたという例は他に聞いたことがない」と語った。

### 句会・俳句
辺見じゅんは、俳句には春夏秋冬の季語があり、春は故郷の山や川などの景色、夏は蛍狩りや盆祭りなどで日本の肉親たちを連想することから、日本語を忘れず、帰国への希望を失わない手段として山本が俳句を用いたことを評価している。また辺見が出席者たちに取材したところによれば、アムール句会は単なる娯楽というよりも、生きる希望そのものであり、帰国への希望に直結していたという。
前述の柳田邦男は、山本の作った俳句や詩について以下の通り評価している。
また柳田は、詩歌という韻を持つ言語表現による自己確認が、同志たちとの相互確認の営みとあいまいって、「劣悪な環境下での限界条件において、俘虜たちが生きようとする力と希望を持ち続けたことの源泉となったと」も語っている。
毎日新聞社大阪本社論説委員である渡辺悟は、厳寒のシベリアの環境下で日本の子供たちを想う山本の句を引き、「ギリギリのユーモアに俳句の力、人間の力が凝縮されている」と評価している。
アムール句会の出席者の1人は山本に、歌人・前田夕暮の代表歌「木に花咲き君わが妻とならむ日の四月なかなか遠くもあるかな」を勧められ、これを暗唱するうちに帰国後に結婚式を挙げようと決心し、実際に帰国後に結婚に至っている。
歌人の杉谷和子は、山本の遺書を以下のように評価している。
作曲家の高橋悠治は、300以上に昇る山本の俳句の中から8句を選出して、『黒い河』と題して作曲した。この曲は2020年（令和2年）11月に、東京都世田谷区のコンサートホールであるサロン・テッセラで開催される「テッセラ音楽祭」で、高橋のピアノ、音楽家の工藤あかねのソプラノによって初演された。音楽祭実行委員会の主宰者であるピアニストの廻由美子は、この山本の俳句の内容について「人間の心の中まで束縛しようという体制下でも、文化芸術の力で精神は自由で豊かでいることができる、という山本さんの強い信念を感じました」と語った。この初演の模様は2022年時点において、YouTubeで視聴可能である。

### 遺書の評価
文面については#外部リンクを参照。
山本の遺した遺書は、死の間際に視力も薄れ、寝返りも打てないほどの激痛の最中、わずか1日で書いたにもかかわらず、ノート15ページ、約4500字に及ぶ長文であった。衰弱の中で最後の力を振り絞ってそれほどの長文を書きあげた山本に、仲間たちは執念を感じた。また仲間たちは遺書の内容に、シベリアで空しく死んでいったすべての人たちの想いが籠められていると感じ、山本個人の遺書であると同時に自分たちの遺書でもあり、収容所で死んだ日本人全員が祖国のすべての日本人たちに宛てた遺書として受け取った。
辺見じゅんは、『収容所から来た遺書』執筆のきっかけとなった遺書について、以下のように感想を語っている。

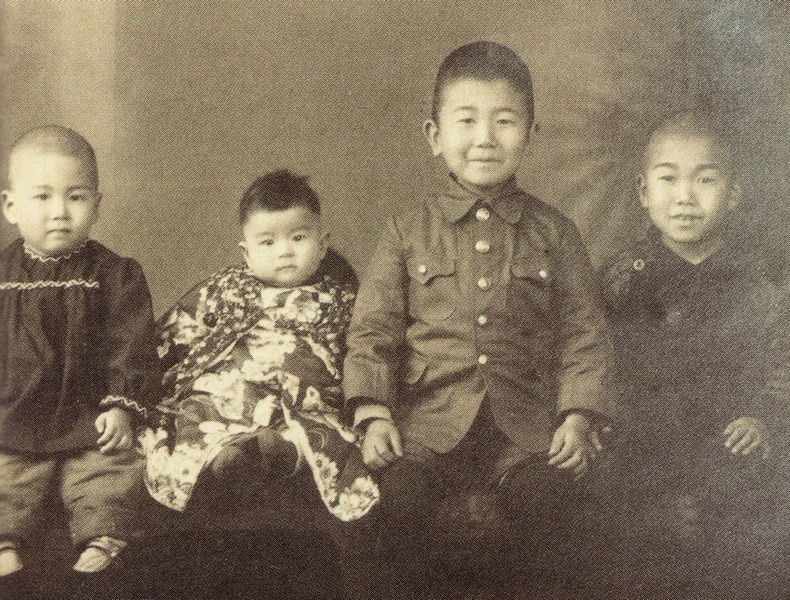
山本幡男の子供たち（1944年）。右から2人目が長男の山本顕一。

その子供たちのうちの1人、長男の山本顕一は、大学生当時に遺書を読んだときの感想をこう述べている。
元外交官で著述家でもある亀山陽司も同様に、過酷なシベリアを生き抜いて仲間たちに希望を与えた日本人の遺言として、「現代日本に生きる我々が改めて胸に刻むべき言葉」と語っている。
尾道短期大学教授（当時）の坂根俊英は、様々な者が死の間際に遺した手紙を題材とした書籍『最後の手紙』の中の山本の遺書を指して、家族に宛てた遺書の内容の感動に加えて、仲間たちが暗記によって遺書を遺族に届けた経緯から、「山本幡男の家族にあてて書かれた遺書ほど胸をしめつけられるものはない」と語った。上述の歌人の杉谷和子もまた、ソ連崩壊の翌年に、望郷の念を抱いたまま、帰国が叶うことなく死去した山本の無念を思い、山本の遺書を「収容所で亡くなった同胞すべての無念の代弁」と語った。
「山本幡男を顕彰する会」の会長である岡田昌平は、山本が子供たちに宛てた遺書の一文「最後に勝つものは道義であり、誠であり、まごころである」をひいて、「道義の大切さを伝えた遺書は日本人全体に宛てたものでもある」と語った。美術家の太田三郎は、兵庫県の西宮市大谷記念美術館で回顧展「2000-2001 太田三郎」開催時、山本の遺書を書き写した作品『最後に勝つものはまごころである』を出展しており、同展で最も反響を呼んだ作品がこれであった。「最後に〜」は山本が遺書において、子供たちに宛てた箇所の1節だが、太田はこれを何度も書き間違えそうになったことから、遺書を暗記した者たちの凄まじい気力を実感するとともに、命がけで暗記する価値のある文章だと理解したという。

## 著訳書
- カ・ミロッウォルツェフ 著、山本幡男 訳『東部シベリア地方自然地理概觀』南満洲鉄道、大連〈露文翻譯ソ聯極東及外蒙調査資料〉、1936年9月。 NCID BA3387963X。全国書誌番号:48002402。（翻訳書）
- エヌ・ゲ・トレチコフ 著、山本幡男 訳、滿鐵産業部資料室 編『露文英文滿洲支那財政金融關係資料邦譯目録』南満洲鉄道、1937年4月。 NCID BA41913755。全国書誌番号:21610705。（翻訳書）
- 『ソ聯邦諸民族の分布状態』南満洲鉄道〈ソ聯研究資料 第40号〉、1937年4月。 NCID BN09811303。全国書誌番号:46061852。
- 『北東アジアの諸民族』中央公論社〈東亞新書/滿鐵弘報課編6〉、1941年8月5日。 NCID BN06084359。全国書誌番号:46041847。全国書誌番号:60008143

## 関連作品

### 書籍・印刷物
- 『ああ! 山本幡男君』
  - 山本の母校である旧制松江中学校、および新制松江高校、松江北高校の同窓者で構成される「近畿双松会」の会報誌で、1984年（昭和59年）から1989年（平成元年）にかけて、6回にかけて連載された記事[160]。著者は松江中学で山本と4年間寄宿生活を共にした同期生[147][160]。

- 『ラーゲリからの遺書配達人』
  - 雑誌「文藝春秋」で1987年（昭和62年）に発表された中編作品[26]。1986年（昭和61年）に角川書店と読売新聞社が共同で「昭和の遺書」を募集した際、山本モジミが、山本の次男の妻から「これは昭和の歴史。仕事にしている人が必ずいるから話した方がいい」と進言されたことが契機となって[161]。夫からの遺書を投稿[162][163]。同企画の編集を務めた辺見じゅんがこれに目に留めたことをきっかけに、山本らの収容所での生活と遺書の経緯を綴った作品である[26][164]。

- 『収容所（ラーゲリ）から来た遺書』
  - 上記の『ラーゲリからの遺書配達人』から約2年を経て書籍化され、1989年（平成元年）に刊行された。同年の講談社ノンフィクション賞を受賞し、翌1990年（平成2年）には大宅壮一ノンフィクション賞を受賞した[8]。後者の賞の選者の1人である柳田邦男は、感動した作品の筆頭、何度も読み直したり引用したりした書として、本書を挙げている[90][138]。2019年（令和元年）5月には、フランス文学者の宮下志朗が「平成時代の本のベスト5」の1つとして本書を選んでいる[165]。

- 『ダモイ 遥かに』
  - 2008年（平成20年）に発行された小説[162]。著者は同じく辺見じゅん。『収容所から来た遺書』執筆時はシベリアの取材許可が得られなかったが、その後の世界情勢の変化により現地取材が叶ったことで、『収容所から来た遺書』に新たな取材内容を加味して[166]、小説仕立てとして発行された[162][167]。小学校高学年以上の読者を対象としているため、山本の手紙は現代かなづかいに改められ、ふりがなも多く振られている[167]。

### 漫画
- 『収容所から来た遺書』
  - 辺見の『収容所から来た遺書』の漫画化。作画は三枝義浩。1997年（平成9年）に、三枝の漫画連作『語り継がれる戦争の記憶』の1作として、週刊少年マガジンの第50号、第51号に掲載された[168]。

- 『ラーゲリ〈収容所から来た遺書〉』
  - 同じく『収容所から来た遺書』の漫画化[169]。雑誌「文藝春秋」の創刊100周年を記念した企画「文春現代史コミックス」の第1弾[170]。作画は河井克夫[169]。文藝春秋のウェブサイト「文春オンライン」で2021年（令和3年）8月から[169]、2022年（令和4年）2月まで連載された[171]。同2022年7月に単行本が刊行[172]。後述の映画化を記念し、2022年12月にも再連載された[173]。漫画評論家の阿部幸弘は、漫画というメディアによって読み手のハードルが下げられていることと、簡素かつニュアンス豊かな人物描写を評価している[174]。

### テレビ
- 『遥かなるダモイ 収容所（ラーゲリ）から来た遺書』
  - 辺見の『収容所から来た遺書』をもとにしたドキュメンタリー番組。テレビ西日本の取組による「戦争と平和シリーズ」の一つであり[175]、シリーズ前作に続いて女優の藤村志保がナレーターを務めた[176]。『収容所から来た遺書』をもとに構成された内容に加えて、山本モジミが30年ぶりに冬のシベリアを訪れ、2度目の夫の墓参りをする場面も収められている[176][177]。テレビ西日本で1990年（平成2年）に放映され、同年度の文化庁芸術作品賞を受賞した[139][178]。放送番組審議会からは、「このような時代があってこそ、我々の時代があることを知らしめる、戦争を知らない世代に対しての貴重な一石」「ドラマ的な構成でないだけに、困難な作風に成功した」などの意見が寄せられた[179]。

- 『収容所（ラーゲリ）から来た遺書』
  - 『収容所から来た遺書』のテレビドラマ化。終戦48年特別企画作品[180]。主演（山本幡男役[181]）は寺尾聰[182][183]、共演（シベリヤ抑留者役）は石橋蓮司、河原崎長一郎、ガッツ石松ら[184]。冬季のシベリアの場面は北海道で撮影され、俘虜の衣服はロシアで入手した当時のものが使用された[181]。実際の遺書暗記担当者の1人も、ドラマ製作に助言で協力した[185]。1993年（平成5年）8月13日にフジテレビで金曜エンタテイメント枠で放映され、翌同1994年（平成6年）8月にも、終戦50周年として再放送された[186][187]。同1994年、第20回放送文化基金賞のテレビドラマ本賞を受賞した[180][188]。実話ならではの物語の重みや、共演者陣の存在感を評価する声もあった[184]。一方で評論家の麻生千晶は、山本幡男本来の豊かな教養が作中では平易な表現となり、実話をもとにしたはずのシベリアの情景にも不自然さが目立つとして批判している[189]。放送評論家の薩摩耕太は、抑留の無法さの克明な描写を評価する一方で、遺書伝達の演出が過剰と指摘している[190]。

これらの他、2002年（平成14年）の『知ってるつもり?!』（日本テレビ放送網）、2015年(平成27年）の『news every.』（同）、2013年（平成25年）の『奇跡体験!アンビリバボー』（フジテレビジョン）などのテレビ番組でも、山本幡男が取り上げられた。

### 舞台
- 『妻よ母よ子供等よ!』
  - 辺見の『収容所から来た遺書』をもとにした劇団東演の舞台作品。劇作家のふじたあさやにより、遺書を届ける友人と受け取る妻の2人芝居に脚色されている[195][104]。山本幡男および他の全登場人物と、妻モジミ役を、小高三良と山田珠真子、桑野幸三郎と溝口順子の両コンビが交代で演じた[104]。1994年（平成6年）に東京都下北沢の劇場である東演パラータで上演され[195][196]、大きな反響を呼んだ[197]。翌1995年（平成7年）には終戦50年として、三重県四日市市で上演された[197]。先述の歌人の高橋大造は、極限状態においても山本の生命活動への信頼、人間への信頼の深さについての語りを評価した[104]。

- 『ダモイ〜収容所（ラーゲリ）から来た遺書〜』
  - 同じく『収容所から来た遺書』をもとにした舞台作品[198][199]。芸能プロダクションのトム・プロジェクトのプロデュースによる戦後60周年記念作品[200]。2004年（平成16年）に初演[201]。2006年（平成18年）には山本の郷里である島根県隠岐の誘致により、隠岐の島町の隠岐島文化会館で上演された[202]。山本幡男役は平田満[198][199]、後に下條アトム[203]。この作品などの上演により、トム・プロジェクトは2008年（平成20年）に、紀伊国屋書店主催による第43回紀伊国屋演劇賞の団体賞を受賞した[204][205]。

### 映画
- 『ラーゲリより愛を込めて』[206]
  - 2022年（令和4年）12月9日公開[206]。監督は瀬々敬久、脚本は林民夫[206]、主演は二宮和也[206][注 12]。エピソードの多くは原作に基づいているが[210]、収容所内での山本の文化活動は割愛された箇所が多く[57]、原作にはほとんど登場しない妻のモジミとの物語が、全面に押し出されている[211]。創作や誇張された場面もあり[210]、先述の山本の長男の山本顕一も「正直なところ、映画はやっぱり実際とは違ってはいる」と語っている[212]。